# Alle Jahre wieder
Anno per anno (Alle Jahre wieder) è un film del 1967 diretto da Ulrich Schamoni.

## Trama
Diretto verso la casa di famiglia a Münster, per i tradizionali riti natalizi, Hannes Lücke si prepara ad affrontare come ogni anno la solida realtà borghese. Ma questa volta ci sarà qualcosa di diverso, i valori tramandati sempre uguali stanno scricchiolando. Hannes, che è già fidanzato, prende la sua giovane amica Inga e lo porta in albergo. Nessuno dovrebbe vederla nei paraggi e lei dovrebbe restarsene lontana da Hannes, ma la presenza di Inga contribuirà a mettere i bastoni tra le ruote ai progetti festivi in famiglia, tra fidanzata e compagni di scuola.

## Produzione
Il film fu prodotto dalla Peter Schamoni Film. Venne girato a Münster, in Renania Settentrionale-Vestfalia.

## Distribuzione
Distribuito dalla Constantin Film, uscì nelle sale cinematografiche tedesche il 5 luglio 1967 dopo essere stato presentato il 29 giugno in concorso al Berlin International Film Festival. Fu distribuito anche nella DDR, dove venne proiettato in pubblico il 26 gennaio 1968.

## Riconoscimenti
- Orso d'argento al festival di Berlino (1967)